# 독일의 에너지
독일의 에너지에서는 전력생산과 에너지 소비, 에너지 회사, 에너지 정책에 대해 다룬다. 독일은 러시아를 제외한 유럽지역에서 에너지 소비 1위의 국가임에 동시에 전 세계 에너지 소비 7위에 해당하는 국가이다. 2012년 IMF의 국내총생산(GDP) 조사에 따르면 독일은 미국, 중국, 일본에 이어 전 세계 4위의 경제규모에 해당하는 국가이다. 거대한 경제규모로 인해 독일의 에너지 현황은 유럽과 전 세계의 에너지 산업에 영향을 끼치고 있다.

## 전력생산

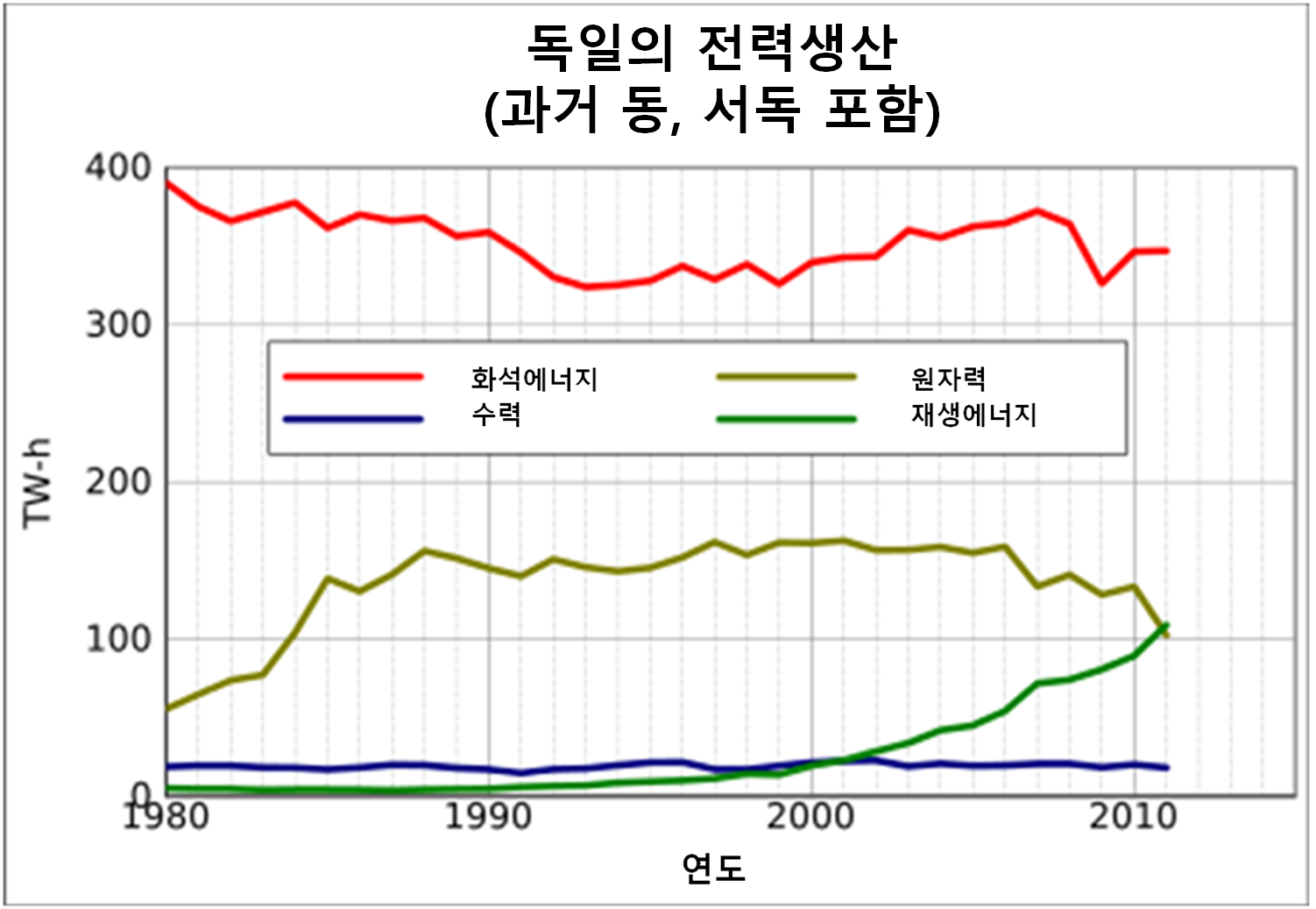
연료 별 독일의 전력생산 변화 현황(1980~2011, EIA 자료)

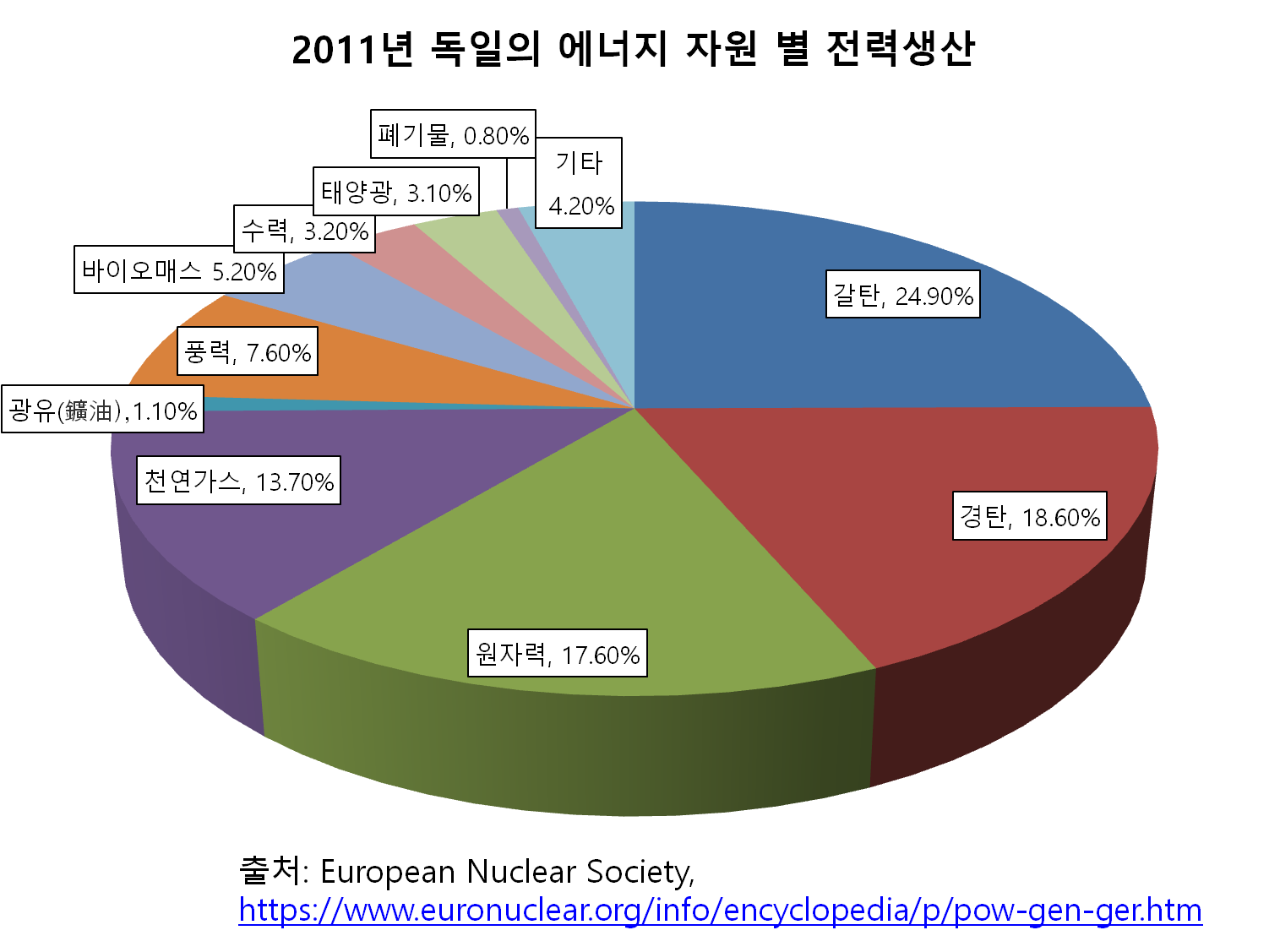
2011년 독일의 에너지 자원 별 전력생산

### 화석연료
전력 생산의 주 원료는 석탄이다. 독일의 친환경 에너지 정책에는 모순되지만 26개의 석탄발전소를 추가로 지어 전력을 공급한다는 것이 독일 정부의 목표이다. 이렇게 석탄발전소를 추가로 짓기로 결정한 것은 석탄발전의 원료로 사용되는 갈탄이 독일에 풍부하고 동시에 이를 통해 원료 수입의 비중을 줄일 수 있기 때문이다.갈탄을 사용하여 발전하는 석탄발전소는 주로 노르트라인베스트팔렌 주, 작센 주, 브란덴부르크 주에 위치하여 있다. 갈탄을 채굴한 후 이를 원거리 운송하여 발전에 사용하는 것은 막대한 운송비를 발생시키므로 경제성 측면에서 석탄발전소들은 주로 갈탄광산 주변에 위치해 있다.
천연가스를 사용한 전력생산은 2011년 기준 약 13.7%로 석탄, 원자력발전에 이어 세 번째지만 높은 가격과 석탄산업의 비교우위로 인해 그 전망이 밝다고 할 수 없다. 또한 보조금을 통해 지원받고 있는 재생에너지를 통한 전력생산에 비해서도 경쟁력이 있다고 볼 수 없는 상황이다.

### 원자력
2011년 기준으로 원자력발전은 17기의 원자로를 통해 독일 전체 발전 중 17.6%를 생산했다. 원자력발전소는 1950년대 후반에 처음 세워지기 시작하였다. 하지만 당시 세워졌던 원자력발전소들은 Kahl am Main의 원자력발전소처럼 실험적인 성격을 띠고 있어서 발전량이 1000MW이하로 적었다. 첫 상업발전소는 1969년에 Obrigheim에 세워졌다. 원자력발전은 1973년의 오일쇼크로 인해 석유의 가격이 폭등하자 독일 정부의 강력한 지원을 받았다. 하지만 이러한 지원도 1986년 우크라이나에서 발생한 체르노빌 원자력 발전소 사고의 여파로 흔들리기 시작했다. 사민당은 1979년 원자력발전에 찬성하였지만 1986년에 향후 10년 동안 추가적인 원자력발전소 건립을 중단시키는 규제를 통과시켰다.

### 재생에너지
독일의 재생에너지 분야는 성공적이라고 말할 수 있다. 2011년 기준으로 독일 전체 전력생산의 약 20%를 차지하였다. 이는 2011년 기준으로 천연가스(13.7%), 원자력(17.6%)보다 높은 비중인 것이다. 2012년 기준으로 재생에너지 내 비중은 풍력 40%, 바이오매스 27%, 수력 17%, 태양광 16%, 유기성폐기물 4%이다.
2011년 재생에너지 분야에서 창출된 일자리는 381,600개로 그 중 32.8%는 태양광발전, 32.6%는 바이오매스 발전, 26.5%는 풍력발전에서 창출되었다. 이러한 일자리의 약 3분의 2는 2000년 제정된 재생에너지법(Renewable Energy Sources Act)에 의해 생겨났다고 말할 수 있다. 재생에너지법은 재생에너지의 비중 확대를 위해서 가장 중요하면서도 가장 성공적인 수단이다. 독일 정부의 장기 계획에 따르면 재생에너지법에 의해 재생에너지가 2020년에 전력생산의 27%, 2030년에 적어도 45%가 되리라고 전망하고 있다.독일은 재생에너지가 경제의 주요 비중을 차지하는 첫 국가라고 불린다.

## 독일의 에너지 소비
독일은 2013년 기준 러시아에 이은 유럽 제2의 에너지 소비국이며 세계적으로는 7번째로 에너지를 많이 소비하는 국가이다. 독일의 1인당 에너지 소비량은 미국의 1인당 에너지 소비량의 절반 수준에 그치고는 있지만 한편으로 세계 평균치의 두배를 상회하는 양이기도 하다. 그러나 독일은 석탄 이외의 자원이 국내에 풍부하게 분포되어 있지 않은 관계로 에너지 수요의 대부분을 수입에 의존하고 있다.

### 1차 에너지 소비
| 단위:%       | 2010년 | 2011년 | 2012년 |
| ------------ | ------ | ------ | ------ |
| 석유         | 33.6   | 33.2   | 32.8   |
| 천연가스     | 21.8   | 21.4   | 21.3   |
| 무연탄       | 12.1   | 12.6   | 12.8   |
| 갈탄         | 10.7   | 11.5   | 11.9   |
| 원자력에너지 | 10.9   | 8.6    | 7.8    |
| 재생에너지   | 9.4    | 10.7   | 11.5   |
| 기타         | 1.5    | 2.0    | 1.9    |
| 합계         | 100    | 100    | 100    |

독일에서 1차 에너지로 가장 많이 소비되는 것은 석유이며, 천연가스가 그 뒤를 잇는다. 한편 2011년 이후 원자력에너지의 소비 비중이 눈에 띄게 감소하였는데, 이는 후쿠시마 원자력 발전소 사고에 의한 영향이다. 그리고 이를 대신하여 재생에너지의 소비 비중이 늘어가는 중이다.

### 최종 에너지 소비
| 단위:% | 2010년 | 2011년 | 2012년 |
| ------ | ------ | ------ | ------ |
| 석탄   | 4.0    | 4.4    | 3.8    |
| 갈탄   | 1.0    | 1.1    | 1.0    |
| 석유   | 35.9   | 36.2   | 36.2   |
| 가스   | 26.2   | 25.1   | 25.8   |
| 전기   | 20.4   | 21.1   | 20.8   |
| 난방   | 5.1    | 4.7    | 4.9    |
| 기타   | 7.4    | 7.4    | 7.6    |

최종 에너지로서 소비되는 에너지원으로 역시 석유가 가장 많은 비중을 차지하고 있다.
최종적으로 소비되는 에너지는 산업, 교통, 가정, 상업•서비스의 네 가지 분야에 사용되는데 2012년 산업 분야에 2,599 PJ, 교통 분야에 2,571 PJ, 가정에서 사용 2,431 PJ, 상업•서비스 분야에 1,397 PJ의 최종 에너지가 소비되었다.

### 산업별 에너지 소비
| 산업 분야             | 에너지 사용 총량(단위:TJ) |
| --------------------- | ------------------------- |
| 화학 산업             | 1,251,782                 |
| 기초 금속 산업        | 927,564                   |
| 석유 제품 산업        | 424,253                   |
| 비금속 광물 제품 산업 | 289,870                   |
| 제지 관련 산업        | 285,832                   |
| 식품 산업             | 197,618                   |
| 석탄, 갈탄 채굴 산업  | 123,319                   |
| 자동차 산업           | 113,000                   |
| 목재 관련 산업        | 98,653                    |
| 가공 금속 관련 산업   | 94,917                    |

### 전력 소비
2010년 독일에서 생산된 전력 중 손실된 전력과 발전 자체에 사용된 전력을 제외한 530 TWh의 전력은 다음과 같이 사용되었다.
|        | 산업    | 가정    | 상업, 서비스, 농업 | 교통    |
| ------ | ------- | ------- | ------------------ | ------- |
| 사용량 | 243 TWh | 141 TWh | 129.5TWh           | 16.5TWh |
| 비율   | 46%     | 27%     | 24%                | 3%      |

독일의 전력 설비용량은 세계 6위의 수준이며 전력과 관련된 효율성이 높아지고 있는 만큼 독일의 전력사용은 앞으로 안정된 상태를 유지할 전망이다.

### 환경에의 영향
일찍 산업화된 선진국으로서 독일은 세계에서 가장 이산화탄소를 많이 배출하는 국가들 중 하나다. 그러나 독일 정부에서는 환경문제의 심각성을 깨닫고 친환경 에너지를 장려하는 등 이산화탄소같은 온실가스의 배출을 줄이려는 노력을 계속하고 있다. 현재에는 교토의정서에서 제시된 감축 목표를 지키고 있으며 2010년에 잠시 이산화탄소의 배출이 증가하긴 했지만 대체로 배출이 감소되는 경향을 보여주며 2020년까지 더욱 배출량을 줄인다는 목표를 가지고 있다.

## 독일의 에너지회사
독일의 전력 산업에는 900개 정도의 전력 회사가 존재하며 대규모와 소규모 회사로 구별할 수 있다. 대규모 전력 회사로서는 E.ON, RWE, Vattenfall, EnBW사가 있으며 각 지역 별로 소규모 전력 배급회사가 존재한다. 이 4개의 회사 중에 Vattenfall은 스웨덴 회사이기 때문에 독일의 에너지회사에서는 다루지 않는다. 또한 에너지 생산에 있어서의 환경 문제의 중요성이 증대되면서 독일은 에너지 정책을 통해서 신재생에너지를 생산•보급하는 데에 정부가 나섰다. IEA 2007년 보고를 보면 2005년 전력 시장의 4.6%의 시장 점유율을 가진다.

### E.ON

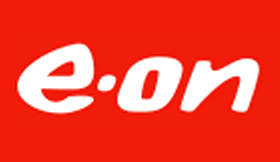
E.ON의 Logo

독일 최대의 전력 회사인 E.ON은 독일 베스트팔렌에 위치하는 유럽 지주회사다. 30개가 넘는 나라들에서 2천 6백만 사람들이 E.ON의 전력을 이용하는 것으로 알려져 있다. 2000년 VEBA, VIAG를 인수•합병을 통해서 E.ON이 건설된 이후 영국, 미국, 스웨덴, 러시아 등지에 자회사를 만들었다. 2009년 E.ON과 RWE는 Horizon Nuclear Power라는 공동 벤처회사를 만듦으로써 영국에서 2025년까지 원자력 발전을 통해 6000MWe까지 원자력 용량을 늘리고자 했다. 하지만 2012년 3월 두 회사는 재정적 적자 문제를 들어 이 프로젝트에서 물러났다. E.ON이 정부에서 기존의 계획과 달리 모든 원전을 2022년까지 닫겠다는 결정을 내면서 회사를 재조정하기 위한 과정에 나서게 됐다. 이러한 과정 중 하나로 회사 유럽 바깥의 시장으로 회사의 활동들을 왕성하게 하고자 했다.

### RWE AG (Rheinisch-Westfulisches Elektrizitutswerk AG)

RWE AG의 Logo

RWE AG의 Logo

1898년 에센 시 정부는 전기 업체인 EAG사에 발전소 건립을 승인했고 이에 따라서 EAG와 협력업체들이 4월 RWE를 설립했다. RWE의 주요 사업으로는 독일과 유럽에 전기 공급, 가스 공급, 물과 폐수 처리, 폐기물과 재생 사업 등을 하고 있다. 설립 이후 1909년 자체적 가스공급 설비를 구축한 RWE는 1920년대 초반 석탄연료 발전소를 장기적으로 운영하기 위한 석탄 수급을 에센 시로부터 광산 3개를 인수받음으로써 보장받았다. 제 2차 세계대전 이후에는 연합군의 유럽 재건을 위한 발전시설 보수 사업으로 RWE의 발전 능력이 75%가량 복구되었다. 1952년까지 RWE는 연합군의 통제 아래 놓여 있었으며 1953년 런던 조약에서 패전국이었던 독일의 부채를 탕감하기로 연합국들이 결정하면서 RWE가 다시 활동을 재개할 수 있었다. 1976년 RWE는 대체에너지 개발에 박차를 가하게 되고 1979년까지 태양 에너지, 온수발전, 풍력발전에 집중했다. 2000년 이후는 에너지 교역과 새로운 에너지 기술에 집중해왔다. RWE는 2010년 유럽 내에서 2천만 명의 전기 고개, 1천만 명의 가스 고객을 보유하면서 독일 제 2위의 전기생산 업체로 성장했다. 하지만 RWE의 모회사는 2012년 이익이 28% 감소하는 등 부진을 보이며 2013년 3월부터 RWE는 구조조정 과정을 겪고 있다. 이의 일환으로 석유와 가스 사업 부문의 매각을 추진 중이며 공장이 이익이 감소함에 따라서 공장을 닫기 시작한 것으로 알려졌다.

### EnBW AG (Energie Baden-Württemberg AG)
EnBW는 1997년 1월 독일 카를스루에에서 설립된 회사로 2012년 기준으로 독일과 유럽의 최대 에너지 회사 중 하나다. 이들은 전력, 가스를 생산, 거래, 운송, 판매하는 것을 주요 사업으로 하며 최근에는 지속가능한 개발을 통해서 환경친화 에너지를 개발하는 데에 힘쓰고 있다. 하지만 독일 정부의 2022년까지 원전을 모두 닫겠다는 탈원전 정책으로 인해 E.ON과 RWE와 마찬가지로 새로운 전략을 세우고 원전을 닫아야 하는 상황을 맞게 되었다. 실제로 EnBW는 2013년 7월 4개의 기존의 원전을 닫는다고 선언했다. 또한 이사회에서는 바뀌는 전략들을 위해서 새로운 관리 모델을 선보이려 한다면서 E.ON과 RWE와 같이 구조를 재조정하는 것에 나섰다. 이들은 ‘two heartbeat’ 라는 새로운 모델을 설정해서 고객 친화, 또한 새로운 에너지를 위한 엔진 개발에 힘쓰겠다고 밝혔다.

### RAG AG (Rohöl-Aufsuchungs Aktiengesellschaft AG)
전신은 로르콜레Ruhrkohle AG로서 독일 최대의 석탄 채광 회사다. RAG AG는 1968년 11월 27일 석탄 채굴 업체들의 합병으로 설립되었으며 회사 본부는 루르 지방의 헤르네라는 도시에 위치해 있다. 주요 산업으로는 광산, 광산 개발, 무역, 화학 제품 및 플라스틱 생산, 원유 가공 등이다. 1969년 독일은 석탄산업 합리화 정책을 실행하기 위한 법과 제도를 마련하고자 했고 그 근거로서 대규모 민간석탄기업인 루르석탄주식회사(RAG)를 설립 및 지원했다. 이에 따라서 RAG는 정부의 보조금을 통해 보다 조직적이며 계획적인 석탄산업 합리화 사업을 수행할 수 있었다. RAG AG는 에너지 시장의 여건과 개별 탄광의 생산성 및 수익 전망을 감안해 노사 합의 하에 자율적으로 경제성 없는 탄광을 정비해왔다. 이후 독일 정부가 탄광사업에 대해서 정부 보조금을 2018년까지 단계적으로 폐지하기로 결정하면서 독일 내 모든 탄광은 폐쇄된다. 이에 따라서 기업공개를 결정한 RAG는 손실을 유발하는 광업 사업 부문을 분리하기로 결정했다. RAG는 기업공개를 통해 약 57억 유로의 자금을 조성할 것으로 예상했으며 이 자금을 광부들의 연금과 폐광 지역의 환경 정화를 위해 사용할 계획이라고 밝혔다.

### GASAG (Berliner Gaswerke Aktiengesellschaft)
GASAG는 서유럽에서 가장 큰 가스회사다. 이는 2055개의 공공 가스전등을 밝히기 위한 지방 자치 회사로서 1847년 건설되었으며 1890년까지 개인 스토브의 확산과 베를린의 가스수요가 늘어나면서 회사의 크기도 커졌다. 1937년 1월 베를린 시 도시가스회사가 GASAG로서 이름을 바꾸게 된다. 1948년 6월 26일 베를린 봉쇄로 인해서 서독으로 이어지는 가스 공급이 끊어지면서 1949년 3월 26일 서독지역에 도시가스 회사가 세워지고 이후 서독과 동독에서 각각 다른 발달을 보였다. 통일 이후 동독지역의 회사와 서독지역의 회사가 합병하면서 현재의 GASAG의 모습을 갖추게 되었다. 1994년부터 1998년까지 여러 단계를 걸쳐서 사기업화되었으며 1999년부터 2006년까지 GASAG는 다양한 보조금을 받으며 다양한 에너지 공급 사업에 동참해 발전을 거듭해왔다.

### Solon SE

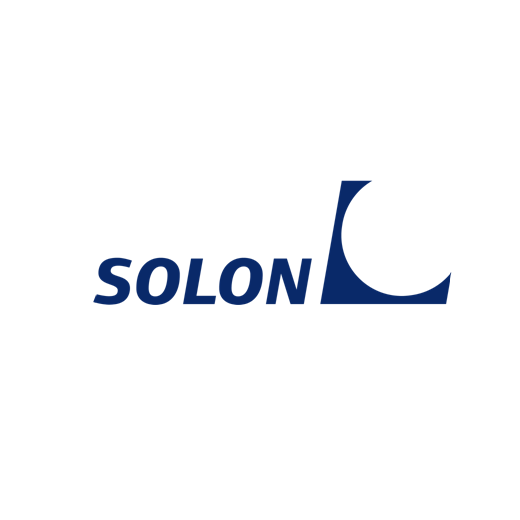
Solon SE의 Logo

Solon은 1996년 베를린에 설립되어 독일 주식시장에 태양광기업 가운데 첫 상장된 유럽 태양광산업 대표기업이다. Solon은 유럽의 대표 솔라모듈그룹 중 하나로 독일, 오스트리아, 이탈리아, 프랑스, 미국시장에 주로 공급을 해왔다. 하지만 독일 대표 솔라모듈기업 솔론은 중국산 저가 솔라모듈에 경쟁력을 잃게 되면서 결국 수익 악화로 2011년 12월 지급불능 소송수속을 시작했고 파산보호신청을 하게 되었다.

### Babcock Borsig GmbH
1998년 세워진 Babcock Borsig는 환경에너지 기술과 전력 생산 기술 서비스를 주로 제공하는 회사다. Babcock은 파이프와 발전기를 생산과 설비하는 데에 전문화된 기업이다. 1970년 Deutsche Babcock(독일 Babcock) 회사에서 에너지 회사인 Borsig AG를 인수하면서 이름을 Babcock Borsig로 회사명을 바꿨다. 이후 2005년 빌핑어 베르거의 보조금을 받으며 Bilfinger Berger의 자회사가 된다. 빌핑어 회사의 전력에너지 계열사에서 가장 큰 자회사로서의 역할을 Babcock Borsig GmbH가 맡고 있다.

### Enercon GmbH
Enercon은 독일 풍력발전 산업의 핵심 기업으로 독일 풍력발전 설치 업체 시장에서 Enercon이 2012년 기준으로 56.8%의 점유율을 보였다. 1984년 알로이 보벤에 의해서 설립된 Enercon은 독일 내수용 풍력발전기를 생산했으며, 이후 1991년 네덜란드의 풍력발전 공장을 수주하면서 세계적인 기업으로 성장했다. Enercon은 이후 독일과 인접한 국가를 중심으로 적극적인 세계화를 전개했다. 결과적으로 Enercon은 네덜란드, 덴마크, 프랑스, 영국 등의 유럽과 브라질, 터키, 인도, 대만 등 세계를 대상으로 풍력발전기를 수출하는 세계적인 기업이 되었다.

### Energiekontor AG
Energiekontor는 풍력에너지 프로젝트에 유럽 최초로 참여했던 기업 중 하나다. 이 회사는 보도 윌켄스와 건터 라마스에 의해서 브레멘에 설립되었다. 이후 독일, 포르투갈, 영국에서 77개의 풍력발전소를 건설했으며, Energiekontor가 영국의 보조를 받기 시작하면서 독일에 기반을 둔 Energiekontor 영국 유한책임회사(Energiekontor UK Ltd.)가 건설되었다. 최근 영국 회사에서는 위던윅(Withernwick)과 힌드번(Hyndbern)에 풍력발전소를 세우는 계획을 가지고 있다.

## 에너지 정책
독일의 에너지 정책은 에너지 이용의 경제성, 에너지 공급의 안정성, 에너지의 환경 친화적 이용이라는 3대 목표를 달성하는 방향으로 추진되고 있다.  독일 에너지정책의 근간이 되는 상기 3대 원칙(목표)을 달성하기 위해 독일 정부는 ‘에너지 효율성 증진’ 및 ‘재생가능에너지 사용 확대’를 구체적인 정책으로 삼아 집중 추진함으로써 장기적으로 에너지의 대외 의존도를 최소화한다는 방침이다.

### 에너지 정책 변천사
독일의 에너지 정책은 2차 세계 대전 이후 많은 변화를 겪었다. 2차 세계 대전 이후 독일 에너지 정책의 출발점이 된 것은 석탄채굴이다. 석탄은 1950년대에도 1차 에너지 소비의 대부분을 담당하였고, 독일 라인 강의 기적에 크게 기여하였으나, 불과 수십 년 만에 다른 에너지원과의 경쟁과 세계 시장 추세에 밀려 채산성을 상실했다.
두 번째 단계는 1970년대의 석유파동과, 그 후 독일 국내의 에너지 공급 안정성을 높이기 위한 대체연료 개발이었다. 그 결과, 노르웨이와 소련에서 들어오는 가스 파이프라인 건설이 독일 에너지 정책의 근간을 크게 바꾸어 놓았다. 이전에는 독일 내 에너지 공급에서 차지하는 가스의 비중은 미미했었다.
독일에서 원자력에너지 계속 사용 여부만큼 정치에 큰 파장을 일으키고 사회를 분열시켰던 에너지 관련 정책은 없었다. 1980년대 이래로 독일 국내에 끊임없이 존재했던 갈등은 에너지 정책이라는 특수 분야의 차원을 넘어 광범위한 사회정책적 이슈가 되었다. 사민당과 환경 운동이 그 모체였던 동맹90/녹색당으로 구성된, 독일 역사상 최초이자 유일했던 사민/녹색 연정이 등장했는데, 이로써 원자력에 반대하는 최초의 정권이 탄생한 것이다. 이 시기에 독일 에너지 정책 분야에서 친환경적 개혁 아젠다가 가결되었다.
그 이후 “지속가능하고 장기적인 환경 정책 목표를 추구하는 에너지 정책”이라는 주도적 개념이, 약간의 예외를 제외하고는, 후속 정부들에서도 관철되었다.

### 최근 에너지 정책

#### 메르켈 정부의 ‘에너지구상 2010’(2009-2010년)
2009년 기민/기사와 자민당으로 구성된 연정이 출범하였고 ‘에너지전환’이라 불리는 메르켈 정부의 에너지 정책을 담은 ‘에너지구상 2010’이 마련되었다.
‘에너지구상 2010’은 통합에너지기후프로그램을 바탕으로 하고 있으나 2050년까지 보다 장기적인 에너지 정책방향을 제시하였으며, 특히 미래 에너지 공급원으로서 신재생에너지의 역할을 더욱 강조하였다. 에너지구상 2010은 온실가스 배출감축, 최종에너지 소비 및 전력 소비에서 신재생에너지의 비중 증대, 전력 및 에너지 소비 감축과 관련한 목표치를 2050년까지 단계적으로 설명하였다.

#### 메르켈 정부의 에너지패키지(2011.3~)
2011년 3월 후쿠시마 원전사고 이후, 메르켈 정부는 기존의 원전 수명연장 결정을 철회하고 2022년까지 모든 원전을 폐쇄하기로 결정하였으며, 이와 더불어 에너지 전환을 가속화하기 위해 에너지 구상을 뒷받침하는 ‘에너지패키지’를 2011년 중반에 발표하였다. 에너지패키지는 6개 법과 1개 강령으로 구성되어있다.
- 원자력법 ; 2022년까지 모든 원전을 단계적으로 폐쇄하고, 이에 따른 보상비용을 연방정부가 부담하기로 함.
- 전력망확대촉진법 ; 전력망의 확대 및 연계를 위해 재정됨. 신재생에너지 발전설비가 주로 북부 지역에 밀집된 반면, 대규모 수요는 남부 지역에서 발생하고 있어 지역 간 전력망 연계가 필요함. 관련 프로젝트를 연방네트워크청이 관할하도록 함으로써 프로젝트 승인 절차의 간소화 및 빠른 진행을 기대할 수 있음.
- 신재생에너지법 ; 풍력, 지열, 바이오매스 등의 신재생에너지원에 대한 FIT 지원금을 인상하는 방안을 포함하였음.
- 에너지산업법 ; 송전시스템의 세분화 조항을 포함하고 있으며, 독일의 모든 전력망 운영사업자가 전력망 구축 공동계획을 수립할 의무를 부여함.
- 에너지기후변화기금법 ; EU ETS 배출권 거래의 수익 전체가 기금에 적립되도록 하였으며, 이 기금은 원자력 폐지, 환경 친화적 에너지 공급, 기후 및 환경보호 관련 글로벌 프로젝트, 전기차 개발 등에 쓰임.
- 기후목표와 양립 가능한 도시, 지방 개발강화법 ; 도시 및 지역 공동체에서 신재생에너지와 열병합발전의 사용 확대를 내용으로 하는 조항을 명시함.
- 해상풍력 발전설비 강령 ; 연방해사청이 해상풍력 프로젝트의 승인 절차에 대한 권한을 부여받았으며, 이에 따라 프로젝트 승인 절차의 간소화 및 신속한 진행을 기대할 수 있음.[42]

### 원자력 에너지
독일은 1952년 연합국의 결정으로 핵무기 이외의 핵 연구를 허락받았고, 미국에게서 원자력 발전 기술을 원조받아 1950년대 중반부터 원자력 프로그램 수립 및 이행에 필요한 제도를 구축했다.
1955년 '원자력부'를 설치하고 1956년 '원자력 위원회'를 창설, 1957년에 동서독 최초의 핵 시설 '원자란(Atomei)'이 가동에 성공했다. 1960년 1월 1일부터 <원자력의 안전한 이용과 위험을 예방하기 위한 법 AtG(원자력법)>이 시행되었다.
1962년 12월 12일 바이에른주 군트레밍겐 마을에 250MW 용량의 군트레밍겐 A 발전소가 건설되는데 이는 전력 생산을 목적으로 건립된 독일 최초의 상업 원자력 발전소로 1966년부터 상업 운전에 들어가 77년에 폐쇄되었다.
동독에서는 1966년 10월 11일 상업운전을 시작한 라인스베르크 원자력 발전소가 최초의 핵 시설이다. 하지만 이는 실험로 수준으로 사실상 최초의 원자력 발전소는 440MW의 시설로 러시아의 기술을 빌려 건설한 그라이프스발트 원자력 발전소이다. 동독의 원자력 발전소는 통일 이후 동독과 서독 양측의 안전규정 차이로 모두 가동이 중단되었다.
이후 두 차례의 오일쇼크를 겪으면서 원자력 에너지 개발은 크게 각광을 받으며 발전하여 1970년대 서독에서만 17기의 원자력 발전소가 새로 건립되었다.

#### 반핵운동
1970년대 다수의 원자력 발전소 건설에 대해 지역주민의 반발이 발생하고, 이를 계기로 독일의 반핵운동이 규모와 조직을 갖추기 시작했다.
특히 1975년 빌(Wyhl) 원자력 발전소 반대 운동을 시작으로 독일 반핵운동이 규모를 갖추고 조직적으로 활동하였다. 빌 원자력 발전소 반대운동은 초기 와인 생산자, 농부, 어부 등이 분산적으로 집회를 가지다가 이후 시민조직을 결성하여 원자력 발전소 계획에 대항하기 시작하였다. 여기에 인근 프라이부르크 지역의 대학생이 가세하면서 규모가 커졌다. 시민조직은 빌 원자력 발전소 예정지를 점거하고 반대운동을 진행하였다.
빌 반핵투쟁 이후, 전국의 원자력 발전소 건설 예정지역에서 주민조직이 결성되고 반대투쟁이 발생하였다. 1976년 브로크도르프 신규 원자력 발전소 건설 예정지에서는 수 만명의 시위대가 반대투쟁을 벌였고, 경찰 저지선을 넘어선 수천의 시위대와 경찰이 충돌하여 130여명의 사상자가 발생키도 하였다.
이 후로도 1977년 노르트라인베스트팔렌 지역의 칼카어에 건설 예정이던 고속증식로에 반대하는 투쟁, 1979년 미국의 스리마일 섬 원자력 발전소 사고를 규탄하고 고르레벤 지역의 핵 폐기장 건립을 반대하는 집회 등  반핵운동이 연이어 발생하였다.
이러한 반핵운동이 현실 정치에 반영되어 1977년 환경의 가치를 주장하는 후보들이 지방 선거에 나타났다. 이들이 지방의회 진출에 성공하면서 독일에서 녹색당이 창당되었다.
반핵운동은 초기에는 정부의 핵 발전 정책을 효과적으로 저지하지 못하였다. 하지만 1986년 발생한 체르노빌 원자력 발전소 사고를 계기로 탈핵에 대한 정치적 논의와 합의가 이루어지기 시작했고, 이후 2011년 후쿠시마 제1 원자력 발전소 사고가 발생하면서 탈핵 여론은 정점에 이르게 되었다.

#### 원자력 정책
1957년 첫 핵 시설 가동 이후 독일은 4차례의 원자력 프로그램을 구성, 진행하였고, 더불어 2차례의 오일쇼크를 겪으며 원자력 에너지를 주요 에너지원으로 삼았다.
1970년대 반핵운동이 적극적으로 이루어졌지만, 1970년대 독일 정부의 원자력 정책을 저지하지는 못하였고, 다만 원자력 발전소의 신규 건설부지를 점거하여 예정된 공사를 늦추는 정도만 이루었다. 하지만 빌(Wyhl) 원자력 발전소 반대운동과 브로크도르프 원자력 발전소 반대운동이 진행되면서 독일에 녹색당이 창당되었고, 반핵운동이 정식으로 정책에 영향을 미치기 시작하였다.
게다가 1986년 발생한 체르노빌 원자력 발전소 사고가 결정적인 역할을 하면서 탈핵에 대한 여론이 급격히 강해져, 독일의 원자력 산업계가 그 전처럼 정부의 적극적인 지원과 보호를 받을 수 없게 되었다.
그 후 독일에서 1998년 독일 사회민주당과 녹색당의 연립정권이 탄생하면서 독일의 탈핵 구상이 정책적으로 구체화되기 시작하였다.
그 결과 '2000년 6월 14일의 원자력 합의'가 공표되고, '2002년 원자력법'이 개정되면서 법적 구속력을 부여받아 독일의 탈핵이 본격적으로 시작되었다.
또한 '재생에너지법(Erneuerbare Energien-gesetz)'의 제정을 통해 재생에너지 개발 환경을 조성하여 원자력 에너지를 대체할 에너지를 준비하였다.
이러한 흐름에 따라 독일은 2033년까지를 탈원전시기로 정하고, 그 때까지 점차적으로 원전을 폐쇄하기로 하였지만, 2011년 후쿠시마 제1 원자력 발전소 사고가 발생하면서, 당시 노후한 원전을 즉시 가동중지하고, 2015년부터 점차적인 폐쇄를 진행하여 완전 폐쇄시기를 2022년으로 앞당기기로 결정하였다.
최근에는 지금까지 독일의 탈핵에 비판적이던 IEA(국제에너지기구)가 <2013년 독일보고서>에서 그 간의 입장을 뒤집어, 독일이 2015년까지 전력예비율을 확보하는 등 재생가능 에너지 확대정책을 기반으로 탈핵에 성공할 수 있을 것이라는 긍정적인 전망을 내보이기도 하였다.

## 같이 보기
- 재생에너지법
- 독일의 경제